# Schwarzer Amur
Der Schwarze Amur oder Schwarze Graskarpfen (Mylopharyngodon piceus), engl. Black Carp, chinesisch 乌鰡, Pinyin wūliú oder 青魚 / 青鱼,  qīngyú, ist eine ursprünglich in China beheimatete große Karpfenfischart.

## Beschreibung
Mylopharyngodon piceus ähnelt vom Habitus her stark dem Graskarpfen (Ctenopharyngodon idella), wobei sich der Schwarze Amur durch eine dunklere Zeichnung (dunkelbraun bis dunkelgrau je nach Gewässertyp), die ihm den Namen gab, vom Graskarpfen unterscheidet.
Der Fisch besitzt einen langgestreckten, abgeflachten Körper mit großen Schuppen, dabei sind Kopf und Maul relativ klein, die Schwanzflosse ist tief eingeschnitten. Die Spezies besitzt folgende Flossenformel: Dorsale 7–9, Anale 7–9
Mit seinen kräftigen Schlundzähnen ist er in der Lage, die Deckel von Muscheln und Schnecken aufzubrechen. 
Der Schwarze Amur kann eine Länge von einem Meter bei einem Gewicht von 30 Kilogramm erreichen.
Im Jahr 2004 wurde in einem Stausee in der Provinz Anhui in China ein Schwarzer Amur mit der Angel gefangen, der als der bisher größte mit der Angel gefangene Vertreter seiner Art gilt. Er wog 72,5 Kilogramm. Noch größer war das Exemplar aus dem Jinniu-Stausee bei Nanjing, welches mit dem Netz von Angestellten des Stausees gefangen wurde, mit einem Gewicht von 106 Kilogramm und 174 Zentimeter Länge. Im Jangtsekiang soll es angeblich sogar 2 Meter lange Fische gegeben haben.

## Verbreitung
Sein ursprüngliches Verbreitungsgebiet ist Ostasien, in China kommt er in vielen Flüssen, die in den Pazifik münden, wie zum Beispiel dem Perlfluss (Zhu Jiang) oder dem Amur (Heilong Jiang)  vor, außerdem in der Mandschurei und dem südöstlichen Russland sowie im Honghe und im Roten Fluss im nördlichen Vietnam. Von seinem Heimatgebiet China wurde er in zahlreiche Länder Europas, Asiens und Amerikas eingeführt.
In den USA werden vier Arten (Schwarzer Amur, Graskarpfen, Silberkarpfen und Marmorkarpfen) als Asiatische Karpfen zusammengefasst, wobei der Schwarze Amur nicht so stark verbreitet ist wie die anderen Arten.

## Lebensweise
Der Fisch lebt in Grundnähe und ernährt sich hauptsächlich von Wasserschnecken und Muscheln. Der Schwarze Graskarpfen lebt in einer Wassertiefe von fünf bis 30 Metern bei pH-Werten von 7,5 bis 8,5. Sein Lebensraum sind Tieflandflüsse und -seen mit klarem Wasser und hohen Sauerstoffkonzentrationen. Der Schwarze Amur unternimmt stromaufwärts Laichwanderungen und laicht im freien Wasser ab. Dabei legt er pelagische oder semipelagische Fischeier ab, die mit der Strömung flussabwärts gespült werden, während die Jungfische schlüpfen. Die Larven und späteren Jungfische suchen Überschwemmungsauen oder Gewässerzonen mit geringer Fließgeschwindigkeit auf. Jungfische fressen im Anfangsstadium Zooplankton. Die Fische können wohl über 15 Jahre alt werden; für ein Alter von 20 Jahren gibt es keine Belege.

## Nutzung
Der Schwarze Amur dient in seiner Heimat als Speisefisch und liefert Produkte für die chinesische Naturheilkunde.
In der Polykultur der chinesischen Teichwirtschaften bildet M. piceus zusammen mit dem Graskarpfen, Silberkarpfen und Marmorkarpfen die wichtigsten Arten, die schon seit über eintausend Jahren züchterisch bearbeitet werden. Da sie in geringeren Individuenzahlen gehalten werden, erzielt ihr Fleisch den höchsten Marktpreis. In China und Japan sind Schwarze Graskarpfen aufgrund ihrer hohen Gewichte beliebte Sportfische bei Anglern.

### Einführung in die USA
In den USA wurde der Schwarze Amur zur Bekämpfung von Wasserschnecken in der Aquakultur eingeführt.  Wasserschnecken sind häufig Zwischenwirte von Trematoden und können somit zur Ausbreitung von Fischkrankheiten führen. Die US-Gesetzgebung sieht vor, nur triploide Exemplare von M. piceus zu züchten, um sterile Nachkommen zu haben, die selbst, wenn sie versehentlich in Wildgewässer gelangen, sich nicht weiter vermehren. Um Fische mit triploidem Gensatz zu erzeugen, sind wiederum fruchtbare diploide Typen notwendig. Die Freisetzung von sterilen oder fruchtbaren Schwarzen Amurfischen ist in allen US-Bundesstaaten untersagt. Dennoch hat es im Mississippi, White River/Arkansas, Atchafalaya River und Red River in Louisiana sowie Osage River in Missouri Wildfänge dieser Fischart gegeben. Dabei wurde von Wissenschaftlern festgestellt, dass einige Exemplare diploid waren und sich somit in freier Natur natürlich fortpflanzen können. Der Schwarze Amur wird als große Bedrohung für die native Molluskenfauna angesehen und wurde im Jahr 2007 als schädliche Art eingestuft.

## Systematik
Mylopharyngodon piceus ist die einzige Art der Gattung Mylopharyngodon.